# El paciente inglés (novela)
El paciente inglés es una novela de 1992 de Michael Ondaatje. El libro sigue a cuatro personas reunidas en una villa italiana durante la campaña italiana de la Segunda Guerra Mundial. Los cuatro personajes principales son: un hombre irreconocible por sus quemaduras, el paciente del título, que se presume inglés; su enfermera del ejército canadiense, un zapador del ejército británico, y un ladrón canadiense. La historia ocurre durante la campaña en África del Norte y se centra en las narraciones del paciente y los efectos emocionales de estas revelaciones en los otros personajes. 
El libro es, en parte, una secuela de la novela de Ondaatje de 1987 In the Skin of a Lion, y prosigue con la historia de dos personajes de la misma, Hana y Caravaggio, además de revelar el destino del personaje principal, Patrick Lewis. El paciente inglés ganó el Premio Booker de 1992, el Premio del Gobernador General de 1992 y el Golden Man Booker de 2018.
En 2022, la novela se incluyó en la lista "Big Jubilee Read" de 70 libros de autores del Commonwealth, seleccionados para celebrar el Jubileo de platino de Isabel II.

## Trama

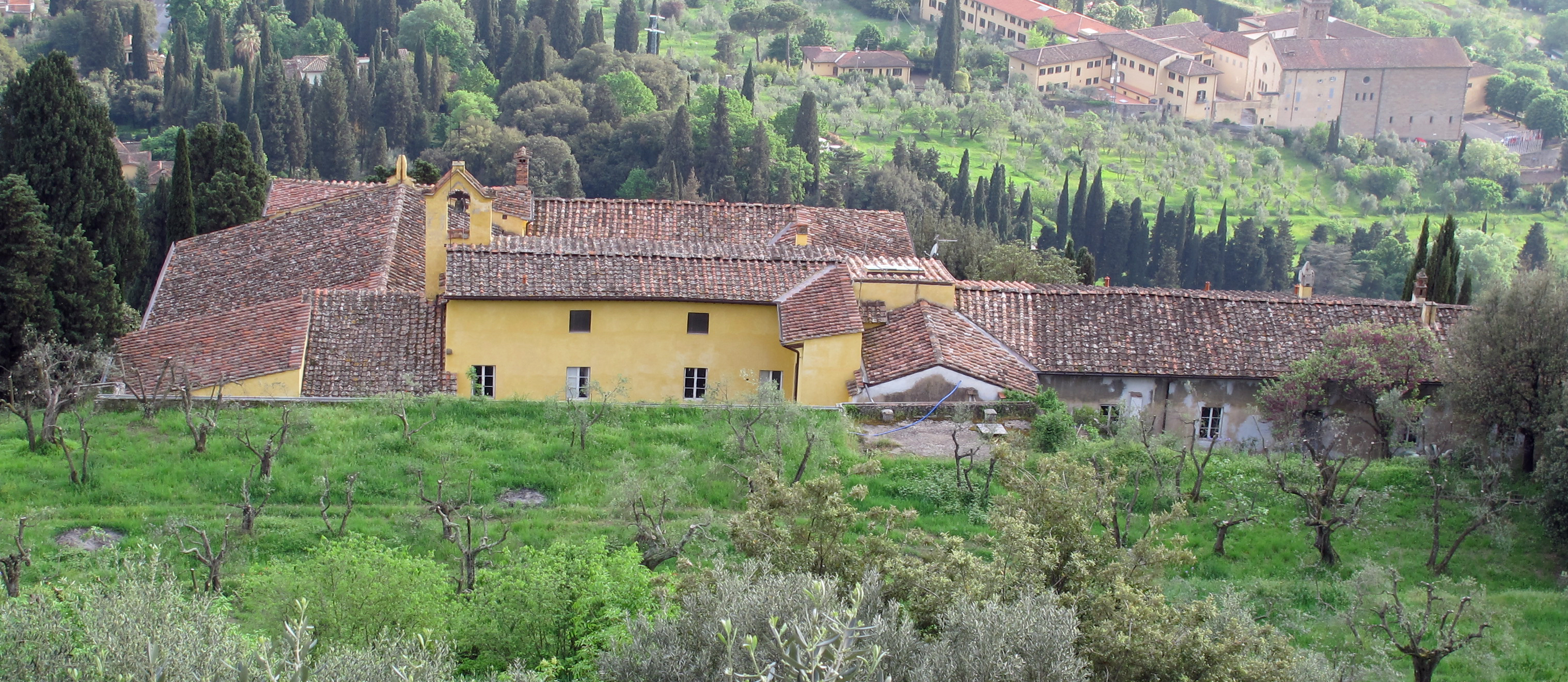
Villa San Girolamo en Fiesole (Florencia)

El telón de fondo histórico de la novela son las campañas del norte de África e Italia de la Segunda Guerra Mundial. La historia se cuenta a dos niveles, oscilando entre los recuerdos del paciente "inglés" y los acontecimientos actuales en la Villa San Girolamo (en Fiesole), un monasterio italiano dañado por una bomba, donde está siendo atendido por Hana, una joven y problemática enfermera del ejército canadiense. También se dedican algunos capítulos a Kip, un sikh indio, durante su tiempo en Inglaterra, entrenando y trabajando como zapador en la deactivación de artefactos explosivos sin detonar.
La única posesión del paciente inglés es una copia gastada y con abundantes anotaciones de las Historias de Heródoto, que ha sobrevivido a la destrucción del avión que piloteaba. Escuchar los párrafos que la enfermera le lee, le trae recuerdos detallados de sus exploraciones en el desierto, pero no puede recordar -supuestamente- su propio nombre. El paciente es, de hecho, László de Almásy, un conde húngaro y explorador del desierto, uno de los miembros de un grupo de cartografía británico.
Caravaggio, un italiano-canadiense en el servicio de inteligencia exterior británico desde finales de la década de 1930, es amigo de Hana y Patrick, el amante de su madre. Se había quedado en el norte de África para espiar, cuando las fuerzas alemanas tomaron el control de la región. Finalmente es atrapado, interrogado y torturado, lo que resulta en que le corten los pulgares. Es liberado prematuramente y está parado en el puente Ponte Santa Trinita cuando éste es destruido. Se recupera en un hospital durante más de cuatro meses, luego escucha accidentalmente del paciente inglés y Hana. Caravaggio tiene tanto cicatrices físicas como un trauma psicológico resultantes de sus dolorosas experiencias de guerra.
Durante una tormenta eléctrica, Kip y otro soldado británico llegan a la villa mientras Hana toca el piano. Kip decide quedarse en las cercanías de la villa para intentar limpiarla de artefactos explosivos sin detonar. El paciente inglés y Kip se hacen amigos debido al amplio conocimiento del primero sobre el armamento aliado y enemigo, así como de la topografía de la Toscana. En un momento, Hana arriesga su vida mientras Kip desactiva una bomba y le dice más tarde que esperaba que ambos hubieran muerto. Poco después, Kip y Hana comienzan una relación sentimental.
El paciente inglés, sedado con morfina, comienza a revelarlo todo: se enamoró de la inglesa Katharine Clifton, quien, junto a su marido Geoffrey, acompañaba al equipo de exploración del desierto de Almásy. Almásy quedó hipnotizado por la voz de Katharine mientras leía en voz alta la historia de Candaules de Heródoto junto a la fogata. Pronto comenzaron una aventura muy intensa, pero ella la interrumpió, alegando que Geoffrey se volvería loco si los descubría.

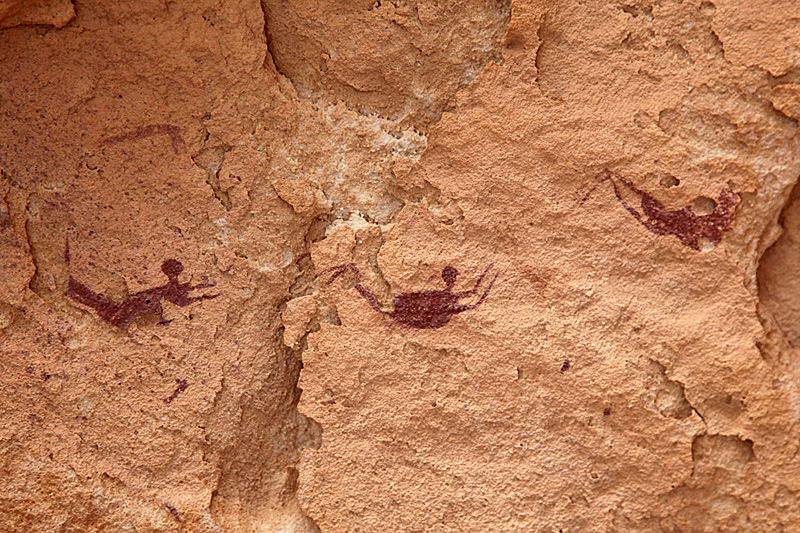
Pintura rupestre, que László Almásy descubrió en octubre de 1933 en el Wadi Sura (Egipto). La cueva de los nadadores es un escenario central de la novela.

Geoffrey se ofrece a llevar a Almásy a El Cairo en su avión, ya que la expedición levantará el campamento por la llegada de la guerra. Almásy no sabe que Katharine está a bordo del avión que vuela sobre él y luego se estrella. Geoffrey muere en el acto y Katharine resulta herida gravemente. Almásy la deja en la Cueva de los Nadadores, que habían descubierto tiempo antes, con la intención de buscar ayuda. Caravaggio le dice a Almásy que la inteligencia británica sabía del asunto. Almásy emprende un viaje de tres días a El Taj, ocupado por los británicos, en busca de ayuda. Cuando llega, es detenido como espía, a pesar de contarles sobre la situación de Katharine. Más tarde logra huir y colabora con los alemanes para lograr rescatar a Katherine. Habiendo podido regresar a la cueva, descubre que Katherine murió varios días antes. Carga el cadáver en un avión y, mientras vuela de regreso, el decrépito aparato pierde aceite y se incendia. Se lanza en paracaídas y beduinos lo encuentran gravemente quemado.
Hacia el final de la novela, Kip se entera a través de sus auriculares que Estados Unidos ha bombardeado Hiroshima y Nagasaki y se desarrolla una situación en la que casi le dispara al paciente inglés. Hana lo calma y Caravaggio reflexiona que no habrían tirado esa clase de bomba sobre una nación blanca. Kip parte de la villa, separado de sus compañeros blancos, y regresa a la India. Se casa y tiene dos hijos, aunque todavía piensa en Hana.

## Personajes

### Almásy
El conde Ladislaus de Almásy es el personaje principal que queda bajo el cuidado de Hana en Italia después de sufrir quemaduras indescriptibles en África. Aunque húngaro de nacimiento, debido a que ha vivido sin identificación gubernamental o muchas interacciones verificables a largo plazo, su acento hace que las autoridades a su alrededor perciban una afiliación inglesa y se refieran a él como el "paciente inglés". Almásy sirve como un lienzo en blanco sobre el que los otros personajes proyectan su experiencia durante este tiempo en Italia. Por ejemplo, Hana lo trata con ternura para redimirse por no estar al lado de su padre cuando fue envuelto en llamas y murió. Brinda el consuelo al paciente inglés que no pudo brindarle a su propio padre.
El rechazo de una identidad nacionalista le permite a Almásy racionalizar sus acciones engañosas con sus asociados. Socializa con los británicos antes de la guerra y trabaja como  cartógrafo para ellos. Luego usa esa información para contrabandear espías alemanes hacia el norte de África. Almásy es retratado con simpatía, en parte porque cuenta su propia historia, pero también porque siempre se atiene su propio código moral.
Almásy también está en el centro de una de las historias de amor de la novela. Él está involucrado en una relación adúltera con Katharine Clifton, que eventualmente conduce a su muerte y la muerte de su esposo, Geoffrey Clifton. Katharine es la figura que lleva a Almásy a la sensualidad. Se enamora de su voz mientras lee a Heródoto. La sensualidad, tanto sexual como observacional, es un tema principal en la novela.
El personaje se basa libremente en László Almásy, un conocido explorador del desierto en la década de 1930 en Egipto, trabajó con Erwin Rommel para el Afrika Korps de la Wehrmacht durante la Segunda Guerra Mundial. Al escribir el libro, Ontdaatje también se basó en la descripción de la travesía del desierto de Johannes Eppler. Almásy no sufrió quemaduras ni murió en Italia, sino que  sobrevivió a la guerra y vivió hasta 1951.
Ondaatje también se inspiró en la "Leyenda tártara" del artista alemán Joseph Beuys. En 1944, Beuys trabajó como artillero y operador de radio en un bombardero en picado Ju 87. Fue derribado sobre Crimea y gravemente herido. Según su propio relato, los tártaros lo cuidaron y lo envolvieron en grasa y fieltro. En la novela de Ondaatje, Almásy es rescatado después de su caída por los beduinos que le ponen "grandes y suaves trozos de fieltro" empapados en aceite.

### Hana
Hana es una enfermera del ejército canadiense de veinte años que oscila entre la juventud y la madurez. Siendo una buena enfermera, aprende rápidamente que no puede apegarse emocionalmente a sus pacientes. Ella los llama a todos "amigos"  y los olvida inmediatamente una vez que mueren. Su amante, un oficial canadiense, es muerto en combate, una enfermera amiga sufre la misma suerte, lo que lleva a Hana a creer que está maldita y que todos los que la rodean están condenados a morir.
Al enterarse de la muerte de su padre, Hana sufre un colapso emocional, poniendo luego toda su energía en cuidar al paciente Inglés. Ella lava sus heridas, le lee y le da morfina. Cuando el improvisado hospital es abandonado, Hana se niega a irse y se queda con su paciente. Ve a Almásy como un santo y se enamora de su naturaleza pura.
Además de su relación con Almásy, Hana también entabla una estrecha relación con Kip durante su estadía en la villa.
Hana parece no ser capaz de reconocer o aceptar la muerte de su padre. Como no ve razón para volver a casa, su excusa para quedarse en el hospital ahora abandonado es cuidar adecuadamente al paciente inglés, debido a que Almasy no puede ser transportado a causa de la gravedad des sus quemaduras. 
Hana parece estar posponiendo su vida como adulta joven y, a veces, muestra su inmadurez a lo largo de la novela. Ignora los consejos y sugerencias de Caravaggio, ya que no desea afrontar la realidad que le espera de vuelta a casa. Parece como si escapar de la realidad y estar completamente aislada del resto de la sociedad fuera mejor que crecer. Hana escapa de su entorno ocupándose de su paciente, reorganizando la vida cotidiana en la ruinosa villa y  escuchando las que narra Almasy.
Hana afirma haber cambiado y crecido mentalmente siendo enfermera durante la guerra, como se podía suponer, pero su "crecimiento" parece ser construir un muro y estar atrapada en el proceso continuo de tratar de curar un cuerpo ya casi muerto.

### Kip
Kirpal (Kip) Singh es un sikh que se ha ofrecido como voluntario al ejército británico para recibir entrenamiento como zapador en la desactivación de bombas bajo la dirección de Lord Suffolk. Este acto de patriotismo no es compartido por su hermano, que es un nacionalista indio. El escepticismo de los compañeros blancos de su unidad desalienta el sentido de comunidad de Kip.
Lord Suffolk, un noble inglés excéntrico, ha desarrollado técnicas para desmantelar bombas complicadas y sin explotar. Kip se siente acogido en una comunidad cuando es bienvenido en la casa Suffolk y ve a Lord Suffolk como una figura paterna. Lord Suffolk y su equipo de zapadores mueren al intentar desmantelar un nuevo tipo de bomba. Sus muertes hacen que el retraimiento emocional de Kip se vuelva más pronunciado. Charles Howard, vigésimo conde de Suffolk, fue una persona real que desmanteló bombas y murió mientras intentando desactivar una.
Kip es transferido a otra unidad en Italia donde él y su compañero escuchan tocar un piano. Al entrar en la villa, se encuentran con Hana mientras toca el piano durante una tormenta eléctrica. Kip se queda en la villa para limpiar las bombas, minas u otras trampas explosivas que queden sin explotar. Kip siente una sensación de comunidad y confianza cuando se convierte en el amante de Hana. Kip ve las interacciones de los occidentales en la villa como las de un grupo que ignora la nacionalidad. Se juntan y celebran el vigésimo primer cumpleaños de Hana, símbolo de su amistad y la aceptación de Kip. Sin embargo, cuando se entera del bombardeo nuclear de Hiroshima, Kip queda completamente conmocionado. Se va de inmediato mientras Caravaggio reflexiona que los occidentales nunca usarían un arma así en su propia raza. Kip regresa a la India y nunca regresa, se casa y tiene dos hijos aunque nunca deja de recordar el efecto de Hana en su vida.

### David Caravaggio
David Caravaggio es un ladrón canadiense cuya profesión está legitimada por la guerra, ya que los aliados necesitaban individuos astutos que pudieran robar documentos del enemigo. Es amigo desde hace mucho tiempo del padre de Hana y se le conoce como "el hombre de las manos vendadas" cuando llega a la villa; los vendajes cubren sus pulgares amputados, resultado de un interrogatorio de los italianos en Florencia. Recuerda que Ranuccio Tommasoni ordenó el método de tortura. Esta es una referencia a un hombre del mismo nombre que fue asesinado por el pintor Caravaggio en 1606. El resultado mental y físico de la tortura es que Caravaggio ha "perdido los nervios"  y la posibilidad de robar. Hana lo recuerda como un ladrón muy humano. Siempre estaría distraído por el elemento humano mientras hacía un trabajo. Por ejemplo, si un calendario de Adviento estaba en el día equivocado, lo arreglaba. También tiene profundos sentimientos de amor por Caravaggio. A veces, Caravaggio parece mostrar un amor romántico hacia Hana, pero también desea que ella se case con Kip. Caravaggio y Almásy comparten una adicción a la morfina. Caravaggio utiliza esto a su favor para confirmar su sospecha de que Almásy no es inglés.

### Katherine Clifton
Katharine es la amiga de la infancia y la esposa recién casada de Geoffrey Clifton, con quien se casó después de sus días en la Universidad de Oxford. El día después de su boda, ella y Geoffrey volaron para unirse a la expedición de Almásy. Entretuvo al campamento por la noche leyendo en voz alta la copia de las Historias de Heródoto de Almásy, después de lo cual ella y Almásy comenzaron una aventura. Katharine apuñala y golpea a Almasy repetidamente porque está enojada porque él no quiere cambiar. Geoffrey descubrió el asunto después de que ella lo terminó, y ella está atormentada por la culpa. Geoffrey intenta matarlos a los tres al estrellar su avión mientras vuelan. Después de que Geoffrey muere en el accidente, Katharine admite que siempre amó a Almásy.
Geoffrey es el esposo de Katharine, en una misión secreta para el gobierno británico para hacer mapas aéreos detallados del norte de África; su unión a la expedición de Almásy es solo una artimaña. El avión que dice ser suyo fue apropiado por la Corona, y deja a su esposa con los otros miembros de la expedición durante su misión, lo que propicia su infidelidad.
Los personajes de Geoffrey y Katharine Clifton están basados en Sir Robert Clayton East Clayton y su esposa Lady Dorothy (1906-1933). El inglés era mecenas de László Almásys y murió en 1932 a la edad de solo 24 años por la picadura de una mosca del desierto en Gilf Kebir, no en un accidente de avión como se describe en la novela. La joven viuda Lady Dorothy luego viajó al desierto egipcio para terminar el trabajo de su esposo. Murió el 15 de septiembre de 1933 en un accidente aéreo en Brooklands, en el condado inglés de Surrey.

## Temas e interpretación

### Amor
Si bien la novela se enfoca principalmente el amor entre Almásy y Katharine, el amor también es una fuerza impulsora para los otros personajes, y toca a cada uno de ellos de manera profunda. Ondaatje subraya el poder del amor tanto para sanar como para destruir y, en última instancia, argumenta que tiene el poder de trascender todo, incluida la guerra, la distancia e incluso la muerte. El amor se describe como una fuerza inmensamente poderosa que, incluso cuando ofrece pasión y una conexión profunda, cambia a las personas, llevándolas a los celos o incluso a la locura. La historia de Almásy captura el poder del amor, pero también su destructividad. La novela retrata el amor romántico apasionado como abrumador tanto en el éxtasis que puede ofrecer como en la forma en que puede abrumar el razonamiento de una persona. Además, describe ese amor como necesariamente territorial y posesivo.

### Nacionalidad e identidad
La nacionalidad y la identidad están interconectadas en la novela, funcionando juntas para crear una red de estructuras ineludibles que atan a los personajes a ciertos lugares y tiempos a pesar de sus mejores esfuerzos para evadir tal confinamiento. Almásy trata desesperadamente de eludir la fuerza de la nacionalidad, viviendo en el desierto donde crea para sí mismo una identidad alternativa, en la que la familia y la nación son irrelevantes. Almásy forja esta identidad a través de su carácter, su trabajo y sus interacciones con los demás. Es importante destacar que elige esta identidad en lugar de heredarla. Ciertos ambientes en la novela dan crédito a la idea de que la identidad nacional puede borrarse. El desierto y la aislada villa italiana funcionan como lugares donde la identidad nacional no es importante para la conexión de los personajes entre sí. Kip, que se enreda en la idea de la sociedad occidental y la comunidad acogedora de los habitantes de la villa, incluso descarta por un tiempo su hiperconciencia de su propia identidad racial.

### Morir en un lugar santo
Los personajes de la novela mencionan con frecuencia la idea de "morir en un lugar santo". Katharine muere en una cueva, un lugar sagrado para los pueblos antiguos. Patrick, el padre de Hana, también muere en un lugar sagrado, un palomar, un sitio donde las palomas pueden estar a salvo de animales depredadores. Madox muere en un lugar sagrado al quitarse la vida en una iglesia en Inglaterra. Esta idea se repite a lo largo de la novela, pero el significado de "lugar santo" es complejo. No significa un lugar que sea 'sagrado' para personas individuales: Katharine odia el desierto, Patrick odia estar solo y Madox pierde su fe en la santidad de la iglesia. Ninguno de estos personajes muere en un lugar que sea especial para ellos. Pero la idea figurativa de un 'lugar sagrado' elabora la conexión entre lugares reales y estados de emoción en la novela.

### El desierto
El desierto es un aspecto inextricable de la novela de Ondaatje, ya que proporciona tantas dualidades para las imágenes, el tema, la metáfora: el calor del día, el frío de la noche; la aparente serenidad y luego las repentinas tormentas; el silencio atravesado por el estruendo de la guerra; la aridez y los nadadores en las pinturas rupestres. Al recordar sus experiencias en el desierto, parece que Almasy no puede recolectar sus recuerdos cronológicamente, el desierto parece refractar la memoria. Por todas partes está la imagen del fuego: el niño beduino bailando a la luz de la luna, el avión cayendo del cielo, el hombre en llamas antes de convertirse en el paciente inglés.
El desierto sirve como una representación de las experiencias de guerra de los personajes y cómo llegaron a reunirse en la villa. Un pasaje de la novela señala que "el desierto no podía ser reclamado ni poseído". Caravaggio se alejadó de la guerra por un breve tiempo cuando entró en la villa y se encontró con un antiguo amor, Hana. Kip elige quedarse en la villa, un rezagado de su unidad, para continuar buscando explosivos. También descubre que hay una serena sensación de aceptación en la villa y que la gente lo necesita. Hana se dedica a su paciente, hasta el último momento. Por lo tanto, se queda en el hospital de la villa cuando muchos otros lo abandonan. Almásy mismo se ve obligado a entrar en la villa, esencialmente porque el desierto lo atrapó cuando su avión fue derribado.
El corazón emocional de la novela se encuentra en el núcleo del deseo y la necesidad de los personajes de sobrevivir. Dentro de esto, el desierto es un gran símbolo. Así como la Villa San Girolamo es un lugar abandonado y asolado por la guerra, también es un lugar que parece una jaula, sin posibilidad de felicidad a la vista. La guerra puede haber terminado, pero los personajes se sienten atrapados en cierto sentido. El desierto dentro de la novela es un lugar de libertad, un lugar que ninguna persona puede reclamar ni poseer. El desierto es eterno, y nunca puede ser vaciado. Esto es diferente a la guerra de la que estos personajes se habían traumatizado extremadamente. Es una vasta nada que siempre permanecerá sin nación. Un lugar que estos personajes pueden buscar en sus mentes, cuando no hay otro lugar al que acudir en busca de esperanza.

### Otros temas
Christopher McVey ha discutido la naturaleza del uso que hace Ondaatje de los aspectos metafísicos del cuerpo, la historia y la nación en la novela. Amy Novak y Mirja Lobnik han analizado por separado aspectos del tratamiento de la memoria en la novela. Thomas Harrison y Rachel Friedman han examinado cada uno las referencias y el uso de Heródoto en la novela. Madhumalati Adhikari ha criticado el tratamiento de la Segunda Guerra Mundial y sus efectos en los personajes de la novela.

## Premios
La novela ganó el premio Booker de 1992, el premio del gobernador general de 1992 y el premio Golden Man Booker de 2018.

## Adaptación cinematográfica
El libro fue adaptado a una película de 1996 con el mismo título por Anthony Minghella, protagonizada por Ralph Fiennes, Kristin Scott Thomas, Willem Dafoe, Colin Firth, Naveen Andrews y Juliette Binoche. La película recibió nueve Premios de la Academia, incluidos Mejor Película y Director, en la 69.ª edición de los Premios de la Academia.

## Adaptación televisiva
La BBC está trabajando en una adaptación televisiva del libro. El proyecto será escrito por Emily Ballou y coproducido por Miramax Television y Paramount Television Studios.